# James C. Healey

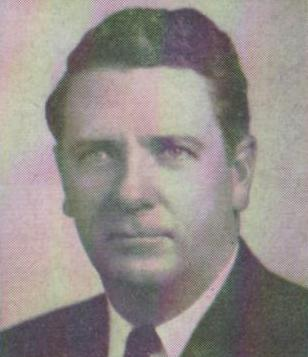
James C. Healey

James Christopher Healey (* 24. Dezember 1909 in New York City; † 16. Dezember 1981 in Southampton, New York) war ein US-amerikanischer Jurist und Politiker. Zwischen 1956 und 1965 vertrat er den Bundesstaat New York im US-Repräsentantenhaus.

## Werdegang
James Christopher Healey wurde ungefähr fünf Jahre vor dem Ausbruch des Ersten Weltkrieges in Bronx geboren. Er besuchte öffentliche Schulen in New York City. 1933 machte er seinen Bachelor of Science an der Wharton School der University of Pennsylvania. Dann besuchte er die Fordham University. 1936 machte er seinen Bachelor of Laws an der St. John’s University Law School. Er erhielt 1937 seine Zulassung als Anwalt in New York. Zwischen 1938 und 1940 war er Attorney für den New York State Labor Relations Board und zwischen 1940 und 1943 stellvertretender United States Attorney für den südlichen Distrikt von New York. Während des Zweiten Weltkrieges diente er zwischen 1943 und 1946 als Lieutenant in der US Navy. Danach war er zwischen 1946 und 1948 stellvertretender Corporation Counsel in New York City. Zwischen 1948 und 1956 bekleidete er den Posten als Counsel des Borough-Präsidenten der Bronx. Politisch gehörte er der Demokratischen Partei an.
Er wurde in einer Nachwahl im 22. Wahlbezirk von New York in den 84. Kongress gewählt, um dort die Vakanz zu füllen, die durch den Rücktritt von Sidney A. Fine entstand. Seinen Sitz im US-Repräsentantenhaus trat er am 7. Februar 1956 an. Bei den Kongresswahlen des Jahres 1956 wurde er in den 85. Kongress gewählt. Er wurde zwei Mal in Folge wiedergewählt. 1962 kandidierte er im 21. Wahlbezirk von New York für den 88. Kongress. Nach einer erfolgreichen Wahl trat er am 4. Januar 1963 die Nachfolge von Herbert Zelenko an. Er erlitt bei seiner Wiederwahlkandidatur 1964 eine Niederlage und schied nach dem 3. Januar 1965 den Kongress aus. Während seiner Kongresszeit nahm er 1956, 1960 und 1968 als Delegierter an den Democratic National Conventions in Chicago und Los Angeles teil.
Er zog nach Southampton, wo er am 16. Dezember 1981 verstarb. Sein Leichnam wurde dann auf dem Sacred Heart Cemetery beigesetzt.